# Назинская
На́зинская — река в Томской области России. Устье реки находится в 1926 км от устья Оби по правому берегу. Длина реки — 204 км, площадь водосборного бассейна — 2430 км².
Берёт начало из озера Имэмтор на высоте 94 м над уровнем моря в болоте Киевском. Впадает в Обь около села Назино на высоте 37,5 м.

## Бассейн
- 30 км: Наньях
  - 27 км: Большой Наньях
    - Поперечный Исток

  - Озёрная
  - Исток
    - Правый Исток
    - Левый Исток

  - 51 км: Малый Наньях
  - 51 км: Средний Наньях
- 38 км: Иллипех
- 46 км: Урыньях
- 61 км: Мыгытын
- Обходная
- 118 км: Айях
- Урунъях
- 150 км: Яренга
- 174 км: Сыглынъыгол
- 175 км: Сыглынпега
- 199 км: Безымянная

## Данные водного реестра
По данным государственного водного реестра России относится к Верхнеобскому бассейновому округу, водохозяйственный участок реки — Обь от впадения реки Васюган до впадения реки Вах, речной подбассейн реки — Васюган. Речной бассейн реки — (Верхняя) Обь до впадения Иртыша.